# Los Violetas - por la Política Espiritual
Los Violetas - por la Política Espiritual es un partido político alemán.

## Estructura e ideología
El partido fue fundado en Dortmund el 6 de enero de 2001. Cuenta con 11 asociaciones estatales, que por lo general no superan los 100 miembros. Sólo en Baden-Wurtemberg (159 personas) y Baviera (405 personas), se hace la excepción.
Por lo general el partido siempre tiene dos presidentes (un hombre y una mujer), al igual que Alianza 90/Los Verdes. Desde el 26 de febrero de 2010, los dos presidentes son Irene Garcia Garcia y Robert Hermsen.
Respecto a temas ideológicos, el partido dice representar "la política espiritual alternativa en la nueva era" y se ve a sí mismo como representante de la gente espiritual que quiere representar su visión del mundo mediante la política. Su programa se centra en temas nacionales, particularmente en los campos de la educación, los negocios y las finanzas, así como en el trabajo y el medio ambiente.
Sus prioridades incluyen el rechazo a los experimentos con animales y a la conservación, además de ser compatible con todas las formas de democracia directa. El partido pide una renta básica universal y exige la legalización de las drogas, justificando que cada individuo es responsable de sus actos.

## Resultados electorales
En las elecciones federales de 2002 participó sólo en Renania del Norte-Westfalia y recibió 2.412 votos (equivalentes al 0,005% a nivel nacional).
El partido participó en las elecciones estatales de Hesse de 2008 y recibió 2.439 votos, lo que corresponde al 0,1%.
En Baviera, el partido participó en las elecciones estatales de 2008 en tres circunscripciones: Franconia Media, Baja Baviera y Alta Baviera. Recibió 6097 votos directos y 9.333 votos de lista, lo que corresponde a un 0,1%.
En las Elecciones al Parlamento Europeo de 2009, el partido obtuvo 46.355 votos, un 0,18% de los votos válidos.
También participó en las elecciones federales de 2009. Por el contrario, no fue admitido en las elecciones estatales de Sajonia celebradas el mismo año. En las elecciones federales, el partido obtuvo el 0.1% (32.078 votos).
El partido participó en las elecciones estatales de Renania del Norte-Westfalia de 2010, alcanzando el 0,1%.
En las elecciones federales de 2013  el partido participó solo en Baviera, donde obtuvo  2516 votos directos (0,0%) y 8.211 votos de lista (0,0%). En las elecciones federales de 2017 participó solo con candidatos directos y no obtuvo representación.
En las Elecciones al Parlamento Europeo de 2019, el partido obtuvo un 0,1% de los votos.